# Pimoa duiba
Pimoa duiba es una especie de araña del género Pimoa, familia Pimoidae. Fue descrita científicamente por Zhang & Li en 2020.
Habita en China. El holotipo masculino mide 5,26 mm y el paratipo femenino 6,85 mm.